# 뤼시앵 로랑
뤼시앵 로랑(프랑스어: Lucien Laurent, 1907년 12월 10일 - 2005년 4월 11일)은 프랑스의 전직 축구 선수로 현역 시절 포지션은 공격수였으며 FIFA 월드컵 1호골의 주인공이다.
로랑은 주로 프랑스의 클럽을 떠돌아다니면서 선수 생활을 하였다.
또한 로랑은 프랑스 축구 국가대표팀으로 출전해 10경기 2득점을 기록하였다. 그가 대표팀에서 넣은 골 중 하나가 바로 1930년 FIFA 월드컵, 첫 번째 월드컵이 열렸던 7월 13일 1조 예선 첫 경기 멕시코전에서 전반 19분에 넣은 FIFA 월드컵 제1호골이다.
이후 로랑은 그가 월드컵 첫 득점을 기록한지 68년후인 1998년 FIFA 월드컵에서 프랑스가 개최국으로 출전해 월드컵 트로피를 들어올리는 장면을 목격했다. 이 당시, 로랑은 우루과이 월드컵에 참가한 프랑스 선수중에 유일한 생존자였다. 로랑은 7년 후인 2005년에 97세의 나이로 눈을 감았다.